# Copenhagen (film)
Copenhagen è un film televisivo del 2002 diretto da Howard Davies.
La pellicola è l'adattamento televisivo dell'omonimo dramma di Michael Frayn.

## Trama
Copenaghen, 1941. Werner Heisenberg si reca nella Danimarca occupata per incontrare il suo vecchio mentore Niels Bohr e discutere della possibilità di creare una bomba atomica per il programma nucleare militare tedesco.

## Distribuzione
Il film fu trasmesso sulla BBC Four per la prima volta il 26 settembre 2002

## Accoglienza
Il film è stato accolto tiepidamente dalla critica, che ne ha sottolineato l'inferiorità rispetto al dramma teatrale.